# Рікардо Серна
Рікардо Серна (ісп. Ricardo Serna, нар. 21 січня 1964, Севілья) — іспанський футболіст, що грав на позиції захисника.
Виступав, зокрема, за клуби «Севілья» та «Барселона», а також національну збірну Іспанії.
Володар Кубка Іспанії. Дворазовий чемпіон Іспанії. Володар Кубка Кубків УЄФА. Володар Кубка чемпіонів УЄФА. 

## Клубна кар'єра
У дорослому футболі дебютував 1982 року виступами за команду клубу «Севілья», в якій провів шість сезонів, взявши участь у 179 матчах чемпіонату.  Більшість часу, проведеного у складі «Севільї», був основним гравцем захисту команди.
Своєю грою за цю команду привернув увагу представників тренерського штабу клубу «Барселона», до складу якого приєднався 1988 року. Відіграв за каталонський клуб наступні чотири сезони своєї ігрової кар'єри. Граючи у складі «Барселони» також здебільшого виходив на поле в основному складі команди. За цей час двічі виборював титул чемпіона Іспанії, ставав володарем Кубка Кубків УЄФА, володарем Кубка чемпіонів УЄФА.
Згодом з 1992 по 1996 рік грав у складі команд клубів «Депортіво», «Мальорка» та «Гранада».
Завершив професійну ігрову кар'єру у клубі «Сеута», за команду якого виступав протягом 1996—1997 років.

## Виступи за збірну
1988 року дебютував в офіційних матчах у складі національної збірної Іспанії. Протягом кар'єри у національній команді, яка тривала 3 роки, провів у формі головної команди країни 6 матчів.

## Титули і досягнення
- Володар Кубка Іспанії (1):

«Барселона»:  1989-1990
- Чемпіон Іспанії (2):

«Барселона»:  1990-1991, 1991-1992
- Володар Суперкубка Іспанії (1):

«Барселона»: 1991
- Володар Кубка Кубків УЄФА (1):

«Барселона»:  1988-1989
- Володар Кубка чемпіонів УЄФА (1):

«Барселона»:  1991-1992